# Глогињић
Глогињић (или Глогинић) је српско презиме. Веома је ретко и сматра се да потиче од имена дрвета глог. Иначе најстарија словенска презимена потичу од назива биљака или животиња. Данас Глогињића углавном има у подручју Републике Српске у селу Медна, заселак Оканџије, затим у Београду, а има их и на Пониквама код Ужица, у Ужицу и расејању у САД и другим државама.